# Abhaya Malla
Abhaya Malla (decedat în 1255) a fost un rege din Nepal din timpul dinastiei Malla în prima jumătate a secolului al XIII-lea. Moartea sa este bine documentată în istoria Nepalului, deoarece a murit în timpul cutremurului din 1255, în urma căruia o treime din populația din Valea Katmandunului a decedat. În timpul domniei sale au fost scrise multe cărți care sunt disponibile și astăzi. Fiii săi Jaya Deva și Ananda Deva au condus împreună după moartea sa.